# Przybysze z Matplanety
Przybysze z Matplanety – polski telewizyjny program edukacyjny przeznaczony dla widzów w wieku od 10 do 16 lat w TVP1 w drugiej połowie lat 80. XX wieku (później kilkakrotnie powtarzany). Widz poznawał podstawy matematyki (działania na zbiorach, układy niedziesiątkowe). Bohaterami tego programu były dwa matematyczne znaki: Sigma (Σ), mądry i odważny, oraz jego przyjaciel Pi (Π), nieśmiały i tchórzliwy.
Bohaterowie programu podróżowali statkiem (przemalowanym modelem transportera „Eagle” z brytyjskiego serialu „Cosmos 1999” ang. „Space: 1999”). Ich celem (jak i samego programu) była pomoc ziemskim dzieciom w nauce matematyki.
Program powstawał w latach 1983–1984, a nadawany był w latach 1987–1990. Wykorzystano w nim nowatorską wówczas telewizyjną technikę trickową blue box. Bohaterowie programu skakali po wielkich niebieskich kostkach, a obsługa studia zmagała się z tzw. wyżeraniem obrazka, polegającym na problemach z niebieskim tłem i oświetleniem niebieskich przedmiotów w studiu.

## Opis programu
Widowisko fantastyczno-naukowe dla uczniów klas VII–VIII szkoły podstawowej i klas I–IV liceum z elementami matematyki wyższej. Dwójka kosmitów – gapowaty i fajtłapowaty Pi oraz jego starszy, pomysłowy przyjaciel Sigma rozwiązują powierzone przez Monitora zadania matematyczne na zbiorach i układach niedziesiątkowych.

## Bohaterowie
- Sigma (Σ) – twórczy, mądry i odważny. Jest koloru jasnozielonego. Umie dobrze rozwiązywać zadania. Teleportuje się razem z Pi za pomocą matzaklęcia.
- Pi (Π) – młodszy przyjaciel Sigmy, nieśmiały i tchórzliwy. Nie lubi rozwiązywać zadań razem z Sigmą. Jest pomarańczowy.
- Monitor – dowódca Sigmy i Pi, mądry i twórczy. Wydaje polecenia i jest uprzejmy.

## Obsada
- Dagmara Bilińska (w napisach Dagmar Bilińska) – jako Pi (Π)
- Tadeusz Kwinta – jako Sigma (Σ)

## Autorzy programu
Niektóre z zamieszczonych tu informacji wymagają weryfikacji.
 Po wyeliminowaniu niedoskonałości należy usunąć szablon [[Szablon:Dopracować|]] z tej sekcji.
Produkcja: TVP Kraków

Lata produkcji: 1983–1984 

Rok premiery: 1987

Pomysłodawca programu: Ewa Urbańska

Reżyseria: Tadeusz Kwinta

Scenariusz, dialogi i realizacja TV: Ewa Urbańska 

Scenografia, animacje i efekty specjalne: Jerzy Boduch

Tekst piosenki: Magdalena Wojtaszewska 

Muzyka: 
- Rafał Błażejewski
- Marceli Latoszek (z zespołu Omni)[1][2]

Wykonanie piosenki tytułowej: Andrzej Zaucha

## Lista odcinków
| N/o | tytuł                        |
| --- | ---------------------------- |
| 1   | Pierwszy rozkaz z Matplanety |
| 2   | Drugi rozkaz z Matplanety    |
| 3   | Krasnoludki z Matplanety     |
| 4   | Pechowy słoń                 |
| 5   | Magiczne promienie           |
| 6   | Matstraszydło                |
| 7   | Zadanie z ryb                |
| 8   | Drugie danie z ryb           |
| 9   | Lot na planetę Duet          |
| 10  | Królestwo miętowego groszka  |

## Opisy odcinków
- Odcinek 1 – „Pierwszy rozkaz z Matplanety”

Historia Pi i Sigmy zaczyna się, gdy są jeszcze niewidzialni. Potem zostają zmaterializowani dzięki Komputerowi. Otrzymują od Monitora zadanie: muszą odszukać sześć zbiorów. Oprócz tego otrzymują sześcienną kostkę zwaną szyfrem i lądują w stolicy Polski, Warszawie. Trafiają do domu pewnego chłopca. W trakcie szukania trzeciego zbioru szyfr zostaje uszkodzony.
- Odcinek 2 – „Drugi rozkaz z Matplanety”

Druga część historii Pi i Sigmy zaczyna się od ponownego szukania trzeciego zbioru, wskutek którego szyfr został zniszczony. Kosmici po znalezieniu szóstego i ostatniego zbioru zostają uwięzieni przez chłopca w szklanym wazonie, z którego znikają. Chłopiec stwierdza, że obcy ludzie uciekli.
- Odcinek 3 – „Krasnoludki z Matplanety”

Pi i Sigma po powrocie na statek otrzymują od Monitora nowe zadanie: mają pomóc chłopcu w zgromadzeniu elementów do ułożenia 2 zbiorów 5-elementowych. Jeden ma być zbiorem przedmiotów jadalnych (dla Ziemian, bo Matplanetanie nie jedzą nic), drugi – przedmiotów okrągłych. Trafiają na rynek, gdzie chłopiec wybrał się po zakupy. Pi zajmuje się szukaniem przedmiotów okrągłych, a lepszy z ziemiologii Sigma – jadalnych. Pod koniec odcinka okazuje się, że zebranych elementów jest o jeden mniej niż powinno – 9 zamiast 10. Obaj bowiem upatrzyli sobie do swojej części zadania dynię, którą Sigma zakwalifikował jako jadalną, a Pi okrągłą. Po krótkim sporze robią z niej wspólną część obu zbiorów.
- Odcinek 4 – „Pechowy słoń”

Pi i Sigma się nudzą, ponieważ są zdenerwowani i zmęczeni. Nagle Pi dowiaduje się, że chłopcu zginął słoń. Oszukuje Sigmę, że nadszedł nowy rozkaz i obaj przyjaciele wyruszają go szukać. Po pomyślnej misji Monitor wzywa bohaterów wyznaczając im dokładnie to zadanie. Pi i Sigma wmawiają Monitorowi, że ma problem z obwodami, gdyż wydaje im wykonany już rozkaz
- Odcinek 5 – „Magiczne promienie”

Para kosmitów otrzymuje nowy zbiór figur płaskich za pomocą urządzenia promieniotwórczego. Kosmici otrzymują od Monitora zadanie: mają odszukać zbiór pojazdów wodnych, lotnych i lądowych. Pi przez pomyłkę zostaje napromieniowany i robi się duży. Sigma wyrusza mu na ratunek.
- Odcinek 6 – „Matstraszydło”

Pi stwierdza, że ma dość matematyki i postanawia zostać sportowcem, nie wie jednak jaką wybrać sobie dyscyplinę. Wtedy przychodzi nowy rozkaz z Matplanety, który dotyczy tej właśnie dziedziny. Kosmici otrzymują graf przedstawiający 3 zbiory z częściami wspólnymi, na którym pod postacią punktów oznaczono 3 rodzaje dyscyplin sportowych, do których potrzeba: wody, sprzętu, lub więcej niż jednej osoby. Zadanie polega na ustaleniu jakie dyscypliny oznaczają poszczególne punkty. Kosmici odbywają wędrówkę po różnych obiektach sportowych – Sigma usiłuje rozwiązać graf, a Pi wybrać coś dla siebie, ale żadna z poznawanych dyscyplin mu nie podchodzi, dodatkowo cały czas straszy go jakiś tajemniczy duch. Na końcu odcinka okazuje się, że był to monitor usiłujący mu wybić z głowy ów niedorzeczny pomysł, aby Matplanetanin porzucił matematykę. Kosmita zostaje ukarany rozwiązywaniem dziesięciu równań.
- Odcinek 7 – „Zadanie z ryb”

Statek kosmiczny ulega chwilowej awarii. Kosmici otrzymują od monitora zadanie z ryb. Mają w łodzi podwodnej szukać zbiorów ryb. Sigma ma za zadanie otrzymać sumę zbioru A i B oraz sumę zbioru A i C. Pi natomiast musi odszukać zbiór A oraz otrzymać iloczyn zbioru B i C. Oboje w jeziorze A łowią ryby-cyfry 0, 4, 5 i 6. Gdy lądują w jeziorze B, Pi lekceważąc swojego kolegę opuszcza pokład łodzi podwodnej i rusza na spacer. Sigma zaś będąc sam w pojeździe łowi dla siebie i Pi dwie nowe ryby-cyfry 2 i 3. Potem z przerażeniem odkrywa, że jego najlepszy przyjaciel wraca potrojony przez podłą ośmiornicę. W wyniku zamieszania kosmici zostają za karę rozdzieleni przez Monitora – Sigma wraca na statek, a Pi wraz z dwiema jego kopiami zostaje sam w łodzi podwodnej.
- Odcinek 8 – „Drugie danie z ryb”

Druga część zadania z ryb. Sigma zostaje sam na statku, a Pi potrojony przez ośmiornicę w łodzi podwodnej. Po przemyśleniu sytuacji i pozbyciu się towarzyszy kosmici są znowu razem i mogą rozwiązać zadanie z ryb do końca. Potem otrzymują nowe zadanie do wykonania. Sigma otrzyma iloczyn dwóch zbiorów ryb, a Pi sumę obu zbiorów. Pi popełnia błąd, myli sumę zbiorów z iloczynem.
- Odcinek 9 – „Lot na planetę Duet”

Po zjedzeniu placka czekoladowego parę kosmitów ogarnia senność i obaj zasypiają. We śnie Pi i Sigma lądują na planecie Duet. Mają odwiedzić w pałacu Miętowego Groszka siedem komnat. Podczas pobytu w trzeciej komnacie kosmici postanawiają się troszkę zdrzemnąć.
- Odcinek 10 – „Królestwo Miętowego Groszka”

Pi i Sigma po krótkim odpoczynku rozwiązują dalej zadania. Po zwiedzeniu ostatniej komnaty poznają Miętowego Groszka, króla planety Duet. Kosmici pokonują go jednym ruchem. Potem budzą się na statku wypoczęci i pełni energii. Tak kończy się historia Pi i Sigmy, pary kosmitów, których celem była pomoc w nauce matematyki.